# Robert Kronfeld
Robert Kronfeld född 5 maj 1904 i Wien död 12 februari 1948 i Lasham, England, var en österrikisk segelflygplanskonstruktör och segelflygmästare. Han var son till segelflygpionjären och tandläkaren Robert Kronfeld (1874-1946).
Kronfeld åkte redan som ung till Wasserkuppe i Tyskland, där han tog del av den tyska utvecklingen av glid- och segelflyg. Vid Wasserkuppe lärde han känna meteorologen Walter Georgii från Technische Universität Darmstadt. Georgii som nyligen kommit på termikens betydelse fick Kronfeld att fungera som testpilot med en hemmabyggd variometer i flygplanet för att kunna läsa av eventuell höjdökning eller höjdminskning. 
1926 utlyste tidningen Grüne Post ett pris på 5 000 DM till den pilot som blev den förste att flyga 100 km i ett segelflygplan, Kronfeld antog utmaningen och valde en sträcka där han kunde följa en lång rad av berg och kullar (Teutoburger Wald och Lippischer Wald) för att kunna utnyttja hangvindarna. Han startade från Ibbenbüren cirka 25 km väster om Osnabrück med flygplanet Wien, som han själv konstruerat. Efter drygt fem timmar och 102,5 km landade han i Detmold. Prispengarna kom väl till pass för att finansiera byggandet av Österreich ett stort segelflygplan med 30 meters spännvidd. Han var pionjär inom segelflyget med fallskärm detta räddade honom livet 1932 när Österreich havererade under en flygning.
1930 slog han världsrekordet i distans- och höjdflygning med distansen 164,51 km och höjden 2 589 m. Han tilldelades 1931 som den förste segelflygdiplomet Silver-C. På grund av politiska påtryckningar ändrades 1936 ordningsföljden av diplomen. När den nya tyska naziregeringen tillträdde 1933 infördes förbud för judar att flyga. Kronfeld, som var jude, flydde då till England, där han 1937 blev instruktör vid Oxford University and City Gliding Club. 
Kronfeld arbetade som testpilot för General Aircraft, han omkom 1948 under en testflygning med General Aircraft GAL 56 som var en prototyp till ett stjärtlöst jetflygplan när det havererade nära Lasham Airfield.